# 68 Leto
68 Leto este un asteroid mare din centura principală.

## Caracteristici
Este un asteroid de tip S, întrucât suprafața sa este foarte strălucitoare, iar în compoziția sa este un amestec de fier, nichel și silicați.
Asteroidul are un diametru de 122,57 km. Orbita sa se caracterizează printr-o semiaxă majoră egală cu 2,78261303 UA, o excentricitate de 0,18536679 și o perioadă orbitală de 1.695,42 de zile (4,64 ani).
Leto are o viteză orbitală medie de 17,85526656 km/s și o înclinație de 7,97162084º, în raport cu ecliptica.

## Descoperirea asteroidului
Leto a fost descoperit la 29 aprilie 1861 de astronomul Karl Theodor Robert Luther de la Observatorul din Düsseldorf (situat în districtul urban Bilk), în Germania, al cărui director era din 1851.

## Denumirea asteroidului
Asteroidul a fost denumit făcându-se referire la zeița Leto (în limba greacă: Λητώ), mama lui Apollo și a lui Artemis, din mitologia greacă.